# 渡辺銀雨
渡辺 銀雨（わたなべ ぎんう、1909年9月27日 - 1985年9月25日）は、川柳作家である。

## 経歴
秋田県五城目町の生まれ。本名は彦次郎。本家にあたる書店に勤務していた20歳のころに、母親に勧められて川柳を始める。当時五城目町には女性の川柳の会があって、母は熱心な会員だった。
みずからも川柳にのめり込んでいった銀雨は、1936年に10数名の二十代の仲間を集めて川柳の会「すずむし吟社」をつくり、川柳句誌『すずむし』を発刊した。以来、没するまですずむし吟社の代表者を務めた。
戦中の軍隊生活をはさんで1945年には湖東印刷所を創業。翌年には湖東新聞を創刊している。事業のかたわら戦後も川柳作家としての活動を続け、川柳誌『宮城野』、『さいたま』、『時の川柳』などの年度賞を受賞する。川柳作家として全国的に知られた存在になった銀雨は、各地の川柳大会の審査員や選者を依頼されるようになり、秋田魁新報社読者文芸の川柳選者も長年つとめた。
1976年には川柳誌『すずむし』を月刊化している。
晩年は後進の育成や同好者を増やすことにも力を注ぎ、婦人会や中学校に川柳クラブをつくることを奨励し、指導にあたった。1979年五城目町功労者表彰。
五城目町内の城主屋敷跡である四渡園には銀雨の川柳句碑がある。刻まれている「太陽に問えば　明日があるという」の句は、兵隊時代に疲れ果てて草むらに仰向けに倒れ込んだときに詠んだもの。この句碑が建った10日後に銀雨は76歳で没した。

## すずむし吟社
すずむし吟社（すずむしぎんしゃ）は、秋田県五城目町の川柳団体である。会誌として雑誌『川柳すずむし』を発行している。
すずむし吟社は、1936年に渡辺銀雨を中心とする10名以上の20代の川柳作家が集まって創設された。初代会長・責任者は渡辺が務めたが、初期の川柳の指導には貝田乱声が当たった。太平洋戦争の影響で、一次は会員が3名まで減少したが、戦後に再興した。会誌の『川柳すずむし』は戦前の1941年に創刊し、1976年から月刊になった。秋田県五城目町は、地方の川柳団体が月刊誌を発行するのは当時異例のことであり、大きな話題になったとしている。
句会は毎月20日頃に開催され、30名ほどの参加者が集まるという。

## 参考資料・脚注
1. 1 2 3 4 5 6 7 8  五城目町教育委員会 編『すばらしい先輩たち 第3集』
2. 1 2 3 4  秋田魁新報社 編『秋田人名大事典』ISBN 978-4870202061
3. ↑  『全国各種団体名鑑』全国各種団体名鑑連合会、1999年、682頁。
4. ↑  『俳句現代2001年4月号』角川春樹事務所、2001年、300頁。
5. 1 2 3 4 5  “すばらしい先輩たち 渡辺銀雨” (PDF). 2021年4月13日閲覧。
6. ↑  『日本雑誌総覧』出版ニュース社、1988年、398頁。
7. ↑  “川柳すずむし吟社”.   全国川柳協会. 2021年4月13日閲覧。